# رودغوابر (شبخوسلات)
رودغوابر (بالفارسية: رودگوابر) هي قرية تقع في إيران في قسم شبخوسلات الريفي. يقدر عدد سكانها بـ 111 نسمة بحسب إحصاء 2016.